# Hassie Harrison
Hassie Harrison, född 20 mars 1990 i Dallas, är en amerikansk skådespelare.
Harrison har bland annat medverkat i TV-serierna Tacoma FD och Yellowstone.

## Filmografi (i urval)
- 2019–2023 – Tacoma FD (TV-serie)
- 2020–2022 – Yellowstone (TV-serie)
- 2025 – Dangerous Animals